# Asedio de Yend
El asedio de Yend fue un breve enfrentamiento militar librado en 1220 entre las fuerzas mongolas al mando del jan Yochi y la guarnición de la ciudad, leal al Imperio jorezmita, durante la invasión mongola de Corasmia. El enfrentamiento terminó con la rendición de la urbe. 

## Antecedentes
A inicios de 1220, el jagán Gengis Jan marchaban sobre Bujará acompañado de su hijo jan Tolui y sus generales Yebe y Subotai. También ordenó a sus otros hijos Ogodei y Chagatai continuar el asedio de Otrar y su hijo mayor, Yochi, avanzar sobre Corasmia, donde el río Amu Daria desemboca en el mar de Aral.
Yochi primero llegó a Sighnaq, donde envió al mercader musulmán Husáin Jaiyí a negociar la rendición de la ciudad. Era un jasham, «confidente», del jagán que llevaba muchos años a su servicio; sin embargo, los locales asesinaron al enviado. El furioso jan ordenó asaltar la urbe durante siete días y después masacró a sus habitantes, entregando al gobernador local al hijo del mercader asesinado. Después destruyó Uzgend y Barchanlygkent y avanzó hasta Ashnas.
Bar Hebraeus señalaba que cuando Yochi partió de Otrar hacia Corasmia su ejército equivalía a unos 50 000 hombres. El historiador afgano Ali Ahmed Jalali estimaba que el jagán dejó tres tumenes, equivalentes a 8000 a 12 000 hombres, a cargo de su hijo. El erudito sueco Carl Sverdrup estima que el ejército de Yochi sumaba al menos 4000 hombres.

## Combate
Luego llegó a Yend precedido por las noticias de la masacre, pero el gobernador local, Kutluk Jan (Qutlugh Jan) desertó en la noche y cruzó el Sir Daria para refugiarse en Corasmia. Esto causó desanimo y confusión en la ciudad. Cuando Yochi envió a su emisario, Chin Temur, no había un líder y cada líder pensaba en sus propios intereses. Finalmente, el pueblo intentó lincharlo, pero Chin Temur les recordó el castigo sufrido por los habitantes de Sighnak por matar a un emisario y le permitieron marcharse ileso, informando de inmediato a su señor de la situación en la ciudad. El 21 de abril los mongoles acamparon alrededor de Yend, cavando una trinchera y fortificando su campamento.
Los locales cerraron las puertas y empezaron a defenderse desde lo alto de las murallas, pero tenían poca experiencia militar y quedaron sorprendidos al ver a los mongoles colocando escaleras y subiendo los muros desde todas direcciones. El asalto fue rápido y como los habitantes no presentaron mucha resistencia, Yochi perdonó sus vidas. No hubo heridos en ambos bandos. Solamente ejecutó a unos pocos dignatarios que amenazaron a su embajador. Luego mandó que la población saliera de la urbe y durante nueve días permitió el saqueo de Yend, dejó como gobernador a Ali Jodya de Bujará, un musulmán al servicio de los mongoles desde antes de la guerra.

## Consecuencias
Después, Yochi ocupó Yengigent, ciudad ubicada a dos días del antiguo mar de Aral, donde dejaron a cargo a un shahna.
Hamadani mencionaba que después Yochi y el Ulus Idi o Ulus Bede, es decir, los guerreros que le eran personalmente leales, simplemente volvieron a Qaraqorum. El historiador británico Henry Hoyle Howorth cree que se trataba de 10 000 uigures que regresaron a sus casas. Sin embargo, otras fuentes señalan que Yochi dirigió el sitio de Gurganj.
Hamadani también escribió sobre 2000 ó 10 000 turcomanos que iban en la expedición contra Corasmia que, deseando volver a sus hogares, se amotinaron y mataron al oficial mongol que los mandaba. Entonces, otro oficial llamado Yasal (Ainal Nujan, Banial o Noyan Taïnal), quien iba en vanguardia, al enterarse dio media vuelta y masacró a los amotinados, dispersando a los supervivientes entre Amuyeh y Merv. Howorth creía que se trataba en realidad de unos 10 000 turcomanos reclutados para reemplazar a los uigures.

### Primaria
Los libros son citados en números romanos y capítulos y párrafos en números arábigos. Entre paréntesis se usaron los apellidos de los editores o traductores de las ediciones usadas para indicar las páginas. 
- Bar Hebraeus. Cronografía. En Wallis Budge, Ernest Alfred Thompson (1932). Bar Hebraeus' Chronography (en inglés). Londres: Oxford University Press (numeración de páginas según el PDF). Véase fragmentos en Dundon, Matthew J. (2021). Bar Hebraeus’ Chronography: A Translation into Mongolian with attached commentary (en inglés). Hohhot: Inner Mongolia University.
- Minhaj-i Siraj Juzjani. Una historia general de las dinastías mahometanas de Asia. En Raverty, H. G. (1881). Tabakat-I-Nasiri (en inglés) I. Londres: Gilbert & Rivington.
- Rashid-al-Din Hamadani. Compendium de Crónicas. En Arends, Alfred Kárlovich (1946). Сборник летописей (Книга 2) I. Moscú: Institut vostokovedenii︠a︡ (Akademii︠a︡ nauk SSSR). Véase también en Thackston, Wheeler McIntosh (1998a). Rashiddun Fazlullah's Jamiʻuʼt-tawarikh. Compendium of Chronicles: A History of the Mongols (en inglés) 1. Cambridge: Harvard University Press. Véase también en Thackston, Wheeler McIntosh (1998b). Rashiddun Fazlullah's Jamiʻuʼt-tawarikh. Compendium of Chronicles: A History of the Mongols (en inglés) 2. Cambridge: Harvard University Press.

### Moderna
- D'Ohsson, Constantin d' (1834). Histoire des Mongols: depuis Tchinguiz-Khan jusqu'a Timour Bey ou Tamerlan (en francés) I. La Haye: Les Frères van Cleef.
- Douglas, Robert Kennaway (1877). The Life of Jenghiz Khan (en inglés). Londres: Trübner.
- Howorth, Henry H. (1876). History of the Mongols from the 9th to the 19th Century: The Mongols proper and the Kalmusks (en inglés). Londres: Longmans, Green, and Co.
- Howorth, Henry H. (1880). «Chinghiz Khan and his ancestors». Indian Antiquary: A Journal of Oriental Research in Archaeology, History, Literature, Languages, Folklore, Etc. (en inglés) (Bombay: Times of India) (9): 89-95.
- Jalali, Ali Ahmad (2021). Afghanistan: A Military History from the Ancient Empires to the Great Game (en inglés). Lawrence: University Press of Kansas. ISBN 9780700632633.
- Liddell Hart, Basil Henry (1984). Great captains unveiled (en inglés). Salem: Ayer. ISBN 0836906187.
- Pittard, Dana J. H. (1994). Thirteenth Century Mongol Warfare: Classical Military Strategy of Operational Art? (en inglés). Fort Leavenworth: School of Advanced Military Studies.
- Sverdrup, Carl F. (2017). The Mongol Conquests: The Military Campaigns of Genghis Khan and Sübe'etei (en inglés). Amherst: Helion & Company. ISBN 978-1913336059.
- Uhrig, Henry T. (1970). «An Early Thunderbolt». Quarterly Review of Military Literature (en inglés) L (8): 75-82.
- Von Erdmann, Franz (1862). Temudschin der Unerschütterliche : nebst einer geographisch-ethnographischen Einleitung und den erforderlichen besondern Anmerkungen und Beilagen (en alemán). Leipzig: F.A. Brockhaus.